# شانون دالاس
شانون دالاس (بالإنجليزية: Shannon Dallas)‏ هو متزحلق جبال الألب أسترالي، ولد في 16 أغسطس 1977.